# Loch na Claise
Loch na Claise är en sjö i Storbritannien.   Den ligger i kommunen Highland och riksdelen Skottland, i den norra delen av landet, 800 km norr om huvudstaden London. Loch na Claise ligger 49 meter över havet.